# Kwak Ye-ji
Kwak Ye-ji (née le 8 septembre 1992) est une archère sud-coréenne. Elle a remporté deux médailles aux championnats du monde de tir à l'arc senior.

## Biographie
Kwak Ye-ji commence le tir à l'arc en 2008. Elle fait ses premières compétitions internationales la même année. En 2009, elle remporte l'or lors des épreuves de tir à l'arc classique individuelle et l'argent aux épreuve par équipe femmes lors des championnats du monde.

## Palmarès
- Jeux olympiques de la jeunesse[1]
  -  Médaille d'or à l'épreuve individuelle femme aux Jeux olympiques de la jeunesse d'été de 2010 à Singapour.

- Championnats du monde[1]
  -  Médaille d'or à l'épreuve par équipe femme aux championnats du monde 2009 à Ulsan (avec Joo Hyun-jung et Yun Ok-hee).
  -  Médaille d'argent à l'épreuve individuelle femme aux championnats du monde 2009 à Ulsan.

- Coupe du monde[1]
  -  Médaille d'or à l'épreuve individuelle femme à la coupe du monde 2009 de Antalya.
  -  Médaille d'or à l'épreuve par équipe femme à la coupe du monde 2009 de Antalya.
  -  Médaille de bronze à l'épreuve individuelle femme à la coupe du monde 2009 de Shanghai.
  -  Médaille d'or à l'épreuve par équipe femme à la coupe du monde 2009 de Shanghai.
  -  Coupe du monde à l'épreuve individuelle femme à la coupe du monde 2009 à Copenhague.